# Лугіновка
Лугі́новка (рос. Лугиновка) — присілок у складі Орловського району Кіровської області, Росія. Входить до складу Орловського сільського поселення.
Населення становить 105 осіб (2010, 116 у 2002).
Національний склад станом на 2002 рік — росіяни 93 %.